# Gianism Best Ofs
Gianism Best Ofs è formato da quattro dei migliori album di Nightmare. I brani "Gianizm ~omae no mono wa ore no mono~ e Gianism ~Ore no mono wa ore no mono~ sono canzoni Indie; si esibirono con queste canzoni durante i loro tour precedenti. Questi due album vennero pubblicati anche in edizione limitata doppio album. L'album "Gianism ~Nightmare no Kuse ni Namaikidazo~ è composto dalle loro migliori canzoni dopo che sono andati in una major.

## Lista di Album Best Ofs
Gianism ~Nightmare no Kuse ni Namaikidazo~ the best of NIGHTMARE
Tracce
1. Believe - 3:03
2. Akane - 3:57
3. HATE - 3:43
4. Over - 4:07
5. Meary - 4:13
6. Mind Ocean - 6:03
7. Kyokuto Ranshin Tengoku - 4:07
8. Varuna - 4:11
9. Flora -
10. Tokyo Shounen - 4:22
11. Toroimerai -
12. Shian - 3:36
13. Tsuki no Hikari, Utsutsu no Yume - 4:56
14. Travel - 3:52
15. Jibun No Hana - 4:13
16. Dasei Boogie -
17. Raven Loud speeeaker - 4:28
18. livEVIL - 4:03

Gianism ~Omae no mono wa ore no mono~
Tracce
1. Jishou~Shounen Terrorist
2. Backstreet Children
3. Nadirecar
4. Tsubasa wo Kudasai
5. Crash! Nightmare Channel
6. Gianism San
7. Shinjitsu no Hana
8. Meary
9. star[K]night
10. Wasurena Kusa
11. Kadan

Gianism ~Ore no mono wa ore no mono~
Tracce
1. Dogma
2. Bildungsroman
3. Wasurenagusa~k no souretsu~
4. Saiyuki
5. Esaragoto
6. Gianism~tsuu minagoroshi~
7. Hoshi ni negai wo
8. Shunkashuuto
9. Fly Me to the Zenith
10. Kimi to ita kisetsu
11. Love Tripper

### Posizione grafica
| Data di pubblicazione | Album                                                              | Posizione Oricon |
| --------------------- | ------------------------------------------------------------------ | ---------------- |
| 21 aprile 2003        | Gianism ~omae no mono wa ore no mono~                              | 83               |
| 21 maggio 2003        | Gianism ~ore no mono wa ore no mono~                               | 57               |
| 10 maggio 2006        | Gianism ~Nightmare no Kuse ni Namaikidazo~ the best of NIGHTMARE   | 19               |
| 21 giugno 2006        | Gianism ~omae no mono wa ore no mono~ ~Ore no mono wa ore no mono~ | 27               |